# Atsumasa Nakabayashi
Atsumasa Nakabayashi (jap. 中林 淳真, Nakabayashi Atsumasa; * 1927) ist ein japanischer Gitarrist, der sich neben der Klassik auch in der Folk-, Jazz- und Unterhaltungsmusik betätigte.
Atsumasa Nakabayashi hatte Musikunterricht bei Yasumasa Obara, bei einem Spanien-Aufenthalt bei Narciso Yepes und Jose Luis Gonzalez. 1958 war er Finalist bei der International Guitar Competition in Tokyo; eine weitere Auszeichnung verlieh ihm der spanische Botschafter. 1964 trat er als erster japanischer Gitarrist in der New Yorker Carnegie Hall auf; auf Einladung des kubanischen Kulturministeriums tourte er in Kuba und gab Konzerte in Havanna und Santiago de Cuba. Mitte der 1960er-Jahre nahm er ein Single-Album mit Filmmusik-Themen (映画音楽ギター名演ベスト20, Music Graph) auf wie Orfeu Negro oder I Could Have Danced All Night (aus My Fair Lady); gefolgt von dem Easy-Listening-Album Nihon no Melody (日本のメロディ) bei Denon. 1974 legte er mit dem Gitarristen Sonko Mayu das Folkalbum Nihon no Kokoro (日本の心, Columbia) vor; 1979 spielte er das Jazzalbum Rhapsody in Japan (Yupiteru) ein, an dem Toshiyuki Honda (sop, as, fl, arr), Masahiro Sayama (keyboards, synt), Minoru Akiyama, Akira Wada (g), Ken Watanabe (el-b) und Toshiro Ono mitwirkten. 1984 wurde er beim ersten Kompositionswettbewerb Morishige Takei für seine Suite Dance No. 1 ausgezeichnet.